# Urne d'or
L'urne d'or (tibétain : གསེར་བུམ་སྐྲུག་པ, Wylie : gser bum skrug pa ; chinois traditionnel : 金瓶掣簽 ; chinois simplifié : 金瓶掣签 ; pinyin : jīnpíng chè qiān ; litt. « Tirer un billet de l'urne d'or ») désigne une méthode instaurée au XVIIIe siècle, sous l'empire Qing, pour choisir les lamas au Tibet et en Mongolie. À partir de l'édit dit « Discours sur les lamas » de 1792, à différentes occasions, des enfants censés être la réincarnation du dalaï-lama ou du panchen-lama ont été choisis grâce à cette méthode. Les noms sont écrits sur des feuilles de papier, lesquelles sont ensuite pliées et mises dans une urne d'or. Un représentant impérial en tirait une au sort. 

## Instauration

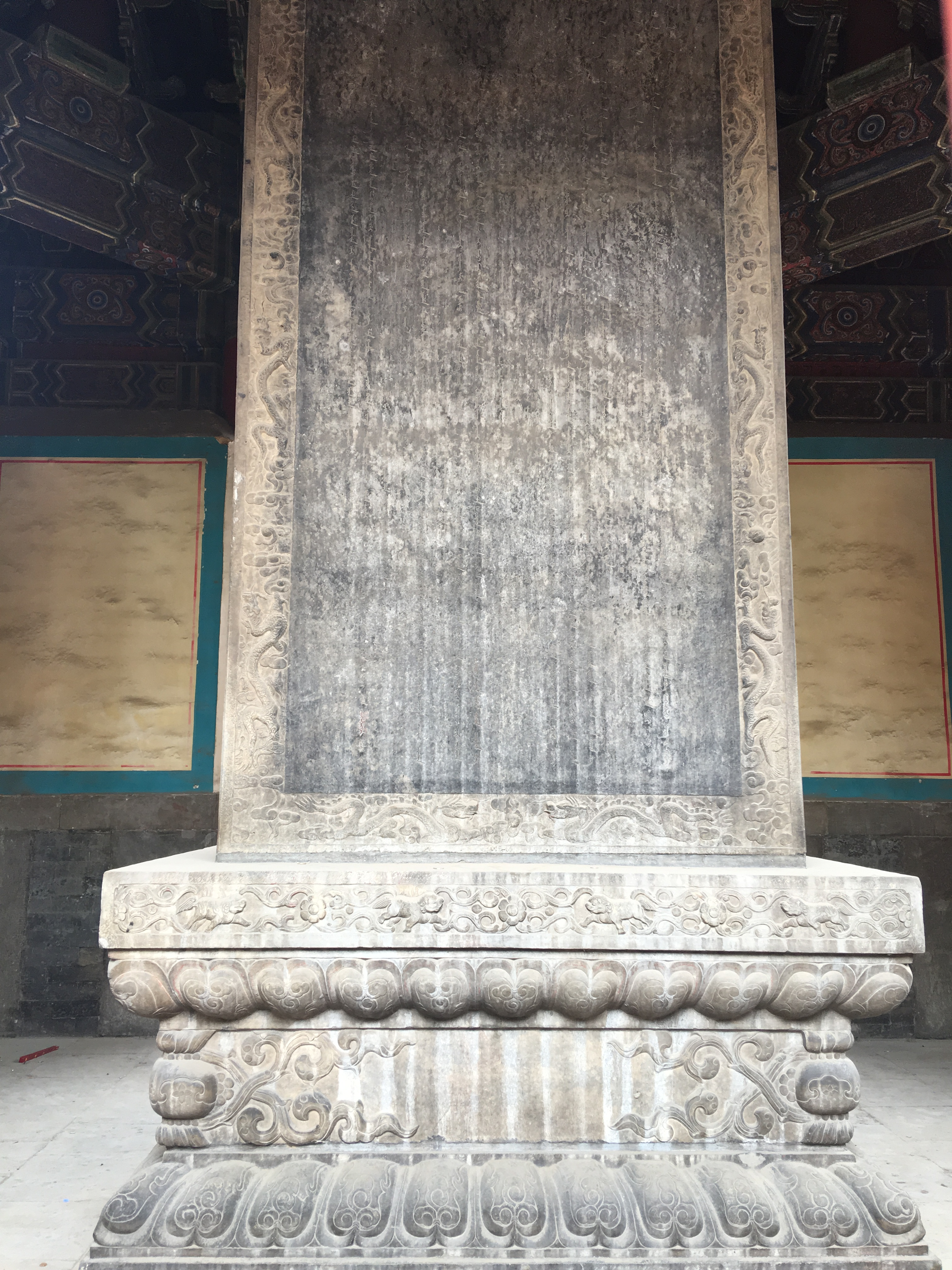
Lama shuo (face de la version en mandchou) au temple de Yonghe de Pékin.

L'empereur se méfiait des clans et grandes familles (tibétaines comme mongoles). Il se déclare scandalisé que les grands pontifes soient toujours trouvés dans les mêmes familles et exprime son point de vue sur le sujet, dans un édit, sur la stèle quadrilingue au temple lamaïque Yonghe gong de Pékin, le célèbre « Discours sur les lamas » (喇嘛说 / 喇嘛說, lǎma shuō). 
L'urne d'or, présentée fréquemment comme symbolisant le pouvoir des Qing au Tibet, fut offerte en 1781 par l'empereur Qianlong au 8e dalaï-lama. 
L'empereur Qianlong en imposa l'usage par décret en 1792, après l'invasion du Tibet par les Gurkhas. Intitulé « Règlement en 29 articles pour mieux gouverner le Tibet », ce décret prévoit, dans son article premier, que le choix de la réincarnation du dalaï-lama et de celle du panchen lama se fera au moyen du tirage au sort dans l'urne d’or afin d’éviter d’éventuelles manipulations conduisant à la désignation de rejetons de puissantes familles laïques.
Il existe deux urnes. La première, gardée au temple de Jokhang, servait à désigner le dalaï-lama et le panchen-lama, la seconde, conservée dans le temple de Yonghe à Pékin, servait à désigner le Bogdo Gegen[citation nécessaire] mongol, sous la responsabilité du bureau chargé des affaires des dépendances de l'empire (Le Lifan yuan),. 

## Utilisation
L'urne est utilisée au moins depuis 1793 à Lhassa pour les lamas tibétains et à Pékin pour les lamas mongols.
En 2018, l’historien Max Oidtmann examina plusieurs sources inédites et conclut que l’urne d’or avait été utilisée entre 1793 et 1825 pour environ la moitié des principales recherches des réincarnations et que dans l’ensemble elle avait été utilisée 79 fois pour 52 lignées différentes. Dans un compte rendu du livre de Oidtmann, le sociologue Massimo Introvigne commente que ces chiffres montrent le caractère « politique » de plusieurs ouvrages historiques publiés par des historiens tibétains, qui tendent à minimiser l’utilisation de l’urne, ou chinois, qui tendent à l’exagérer.

### Cas de non utilisation
La tibétologue Anne Chayet indique qu'à de nombreuses reprises le tirage au sort ne fut pas utilisé ou respecté pour désigner le dalaî-lama et le panchen-lama. Ainsi à la mort, en 1804, de Jamphel Gyatso, le 8e dalaï-lama, son successeur, est reconnu sans utiliser l'urne. Ce fut aussi le cas pour Thubten Gyatso le 13e dalaï-lama. Et quand l'urne fut utilisée son résultat ne fut pas respectée, les Qing ne pouvant imposer cette tradition.
Pour reconnaître le 9e dalaï-lama, le régent déclara l'identification certaine et le recours à l'urne inutile. Pour les 10e, 11e et 12e dalaï-lamas, l'urne servit plus à entériner le choix que les Tibétains opérèrent suivant leurs traditions.
Le 7e panchen lama, Palden Tenpai Nyima, utilisa l'urne d'or pour la première fois en 1822 pour choisir le 10e dalaï-lama, Tsultrim Gyatso.[réf. nécessaire]
Dans une note relative aux arguments des autorités chinoises dans la controverse du 11e panchen-lama, Melvyn Goldstein précise que l'urne d'or ne fut pas utilisée pour sélectionner les deux derniers dalaï-lamas (le 13e et le 14e) et le dernier panchen-lama (le 10e),.

### Recours récent
En novembre 1995, le gouvernement chinois, après son refus de reconnaître Gedhun Choekyi Nyima comme 11e panchen lama (nommé en mai de la même année par le 14e dalaï-lama, Tenzin Gyatso), décida de recourir à l'urne d'or , procédure qui aboutit à la nomination d'un deuxième panchen lama, Gyancain Norbu, reconnu par la république populaire de Chine.

## Liste d'utilisations
Liste partielle :
| Année | Nom                                            | Lieu   |
| ----- | ---------------------------------------------- | ------ |
| 1793  | Sumpa Kütuktu                                  | Lhassa |
| 1793  | Da Lama Lozang Tupten                          | Lhassa |
| 1793  | Da Lama Lozing Tenzin                          | Lhassa |
| 1793  | Lama Lozang Da-bu-kai                          | Lhassa |
| 1793  | Lama Döndrub Peljor                            | Lhassa |
| 1793  | Erdeni Pandita kütuktu                         | Pékin  |
| 1796  | Pakpalha kütuktu 08                            | Pékin  |
| 1796  | Jamyang Zhepa kütuktu 03                       | Lhassa |
| 1800  | Tsemonlng kütuktu 02 (Yonghegong Samadi Bakii) | Pékin  |
| 1802  | Sumpa kütuktu                                  | Lhassa |
| 1802  | Zhiwala kütuktu 05                             | Lhassa |
| 1803  | Rongwo Nomunhan                                | Pékin  |
| 1803  | Tongkhor kütuktu                               | Pékin  |